# Мерцедес Чампаї
Мерцедес Чампаї (нім. Mercedesz Csampai; нар.. 23 квітня 1991) — шведська та російська співачка. У Німеччині вона стала знаменитою завдяки мюзиклу «Танець вампірів», в якому дебютувала на сцені Берлінського театру Theater des Westens в ролі Сари в січні 2013 року.

## Життєпис
Має російські та угорські корені. Мерцедес з дитинства займалася танцями і музикою, її батьки артисти і музиканти: мама — оперна співачка, а батько — скрипаль. Закінчила в Стокгольмі спеціальну дитячу музичну академію, потім коледж по класу фортепіано і скрипки і продовжила свою освіту як актриса мюзиклу в музичній академії Performing Arts School в Гетеборзі. В юності Мерцедес брала участь в декількох постановках у Швеції, таких як «Король Лев», «Олівер Твіст», а також у шведському фільмі «Мене звали Сабіна Шпільрейн», де Мерцедес зіграла молоду Сабіну.
Дебют Мерцедес в ролі Сари в мюзиклі «Танець вампірів» в «Театер дес Вестенс» (Theater des Westens) 25 січня 2013 року дав поштовх початку її кар'єри як співачки мюзиклів, бо вона раніше також займалася класичним вокалом і джазом і співала фатальні партії в різних шоу та концертах у Швеції. Вона одна з небагатьох, хто за півроку мав шанс зіграти з шістьма графами фон Кролок: Дрю Саріч, Кевін Тарт, Ян Амманн, Іван Ожогін, Флоріан Сойка, Філіп Гегель.
Після Берліна Мерцедес запросили до Москви працювати в мюзиклі «Русалонька», який демонструвався у Москві в 2012—2014 роках. Вона була дублером Аріель, а так само виконувала ролі Аквати, Арісти, Аттіни, Адели та Алани.
З лютого 2014 року Мерцедес отримала можливість зіграти свою улюблену роль Епоніни данському мовою в мюзиклі «Знедолені» на сцені The Aarhus Theatre в Орхусі.
А так само роль зворушливої Крістін та принцеси Ганнібала в мюзиклі «Привид Опери» в Москві у 2014—2015 роках.
Талант цієї молодої співачки оцінив Бйорн Ульвеус (АВВА) і запросив Мерцедес до його нової постановки «Mamma Mia The Party» зіграти роль юної гречанки Константіни. Дія відбувається грецькій таверні в Тіролу у 2015—2016 роках.
Роль Сари, принесла Мерцедес колосальний успіх, що не покидає її й зараз, і з новим творчим складом Мерцедес у новій постановці (нова версія) Танець вампірів у театрі Санкт-Галлена в Швейцарії, чергує з Константіной у Стокгольмі
Ще одна довгоочікувана роль з класичного репертуару, це Марія (Вестсайдська історія) Леонарда Бернстайна, була неодноразово зіграна Мерцедес Чампаї влітку 2017 року у Шверині (Німеччина). Прем'єра відбулася 30 червня 2017 року.
Зараз Мерцедес є виконавицею головної ролі Есмеральди в мюзиклі «Горбань із Нотр-Дама» на сцені німецького театру Stage Apollo Theater(Germany) в Штутгарті. Прем'єра відбулася 18 лютого 2018 року.

## Мюзикли
- 2013 — Танець вампірів — Бал Вампірів (Берлін, Німеччина) — Сара
- 2013 — Русалонька (Москва, Росія) — дублер Аріель; свінг
- 2014 — Знедолені (Орхус, Данія) — Епоніна[2][3]
- 2014,2015 — Привид Опери (Москва, Росія) — Крістін Дае (understudy), ансамблеві ролі
- 2016, 2017 Мама Мія / Парті «Mamma Mia! The Party» (Стокгольм, Швеція) — Константіна[4][5]
- 2017 — Бал Вампірів (Театр — Санкт Галлен, Швейцарія) Сара[6]
- 2017 — Вестсайдська Історія — Німеччина (Alten Garten in Schwerin) — Марія[7]
- 2018 — Горбань із Нотр-Дама — Німеччина (Штутгарт) — Есмеральда[8][9]